# NGC 2134
NGC 2134 est un amas ouvert situé dans la constellation de la Table. Il a été découvert par l'astronome britannique John Herschel en 1834.